# Бобан Марјановић (војник)
Бобан Марјановић (Јагодина, 18. март 1978 — рејон села Дунаво код Гњилана, 31. мај 1999) је био учесник Ратa на Косову и Метохији, за време НАТО бомбардовања СРЈ.

## Биографија
Рођен је 1978. године и живео у Новом Ланишту, код Јагодине.
За време агресије НАТО-а на Савезну Републику Југославију био је у саставу 57. граничног батаљона као војник граничар на редовном одслужењу војног рока.
Живот је изгубио обављајући борбени задатак 31. маја 1999. у рејону села Дунаво код Гњилана.